# Panneau de signalisation de chaînes à neige obligatoires en France
Le panneau de signalisation routière français circulaire à fond bleu, bordé d’un listel blanc et portant en son centre un pictogramme représentant un pneu équipé de chaînes à neige, indique que les véhicules circulant sur la route à l'entrée de laquelle il est placé sont tenus de ne circuler qu'avec des chaînes à neige sur au moins deux roues motrices. Ce panneau est codifié B26.
Le panneau de fin de prescription est représenté par le même signal barré d'une ligne rouge oblique. Il est codé B44.

## Histoire
Ce signal apparaît en 1973. Il désigne alors une obligation de chaînes ou pneus à neige sur au moins deux roues motrices. Le fond du disque est bleu foncé, le listel est blanc et le symbole est noir et blanc.
En 1977 le dessin du pneu change ainsi que les couleurs, seuls les bleu et le blanc sont désormais utilisés. Il signifie alors l'obligation de chaînes à neige sur au moins deux roues motrices. Il n'est plus question de pneus à neige.
Le panneau de fin de prescription apparaît également en 1977.

## Usage
Si l'on entend admettre la circulation des véhicules équipés, sur deux roues motrices au moins, de pneus à neige, le panneau est complété par un panonceau d'indications diverses M9 portant l'inscription « Pneus neige admis ».

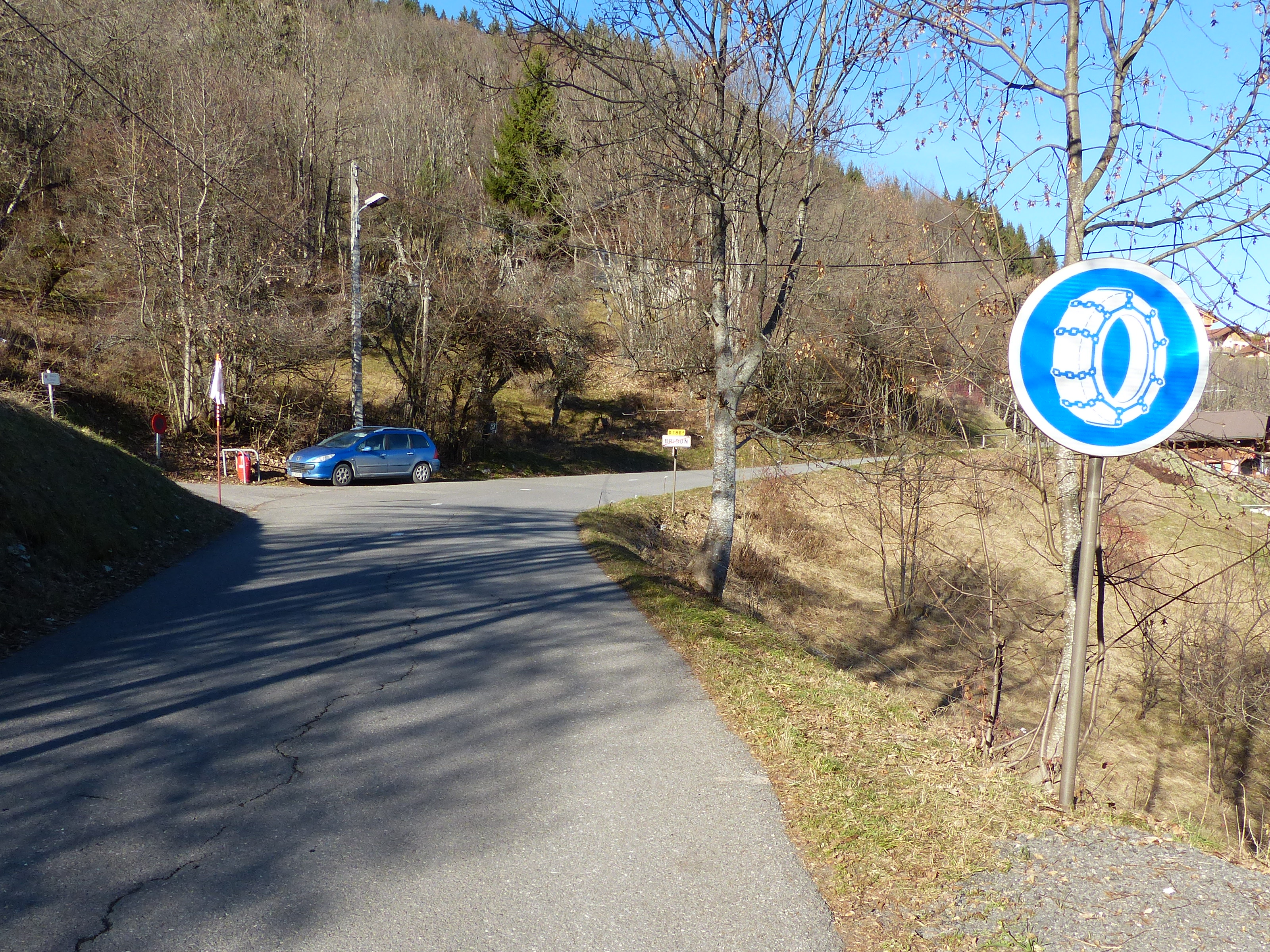
Panneau B26 seul
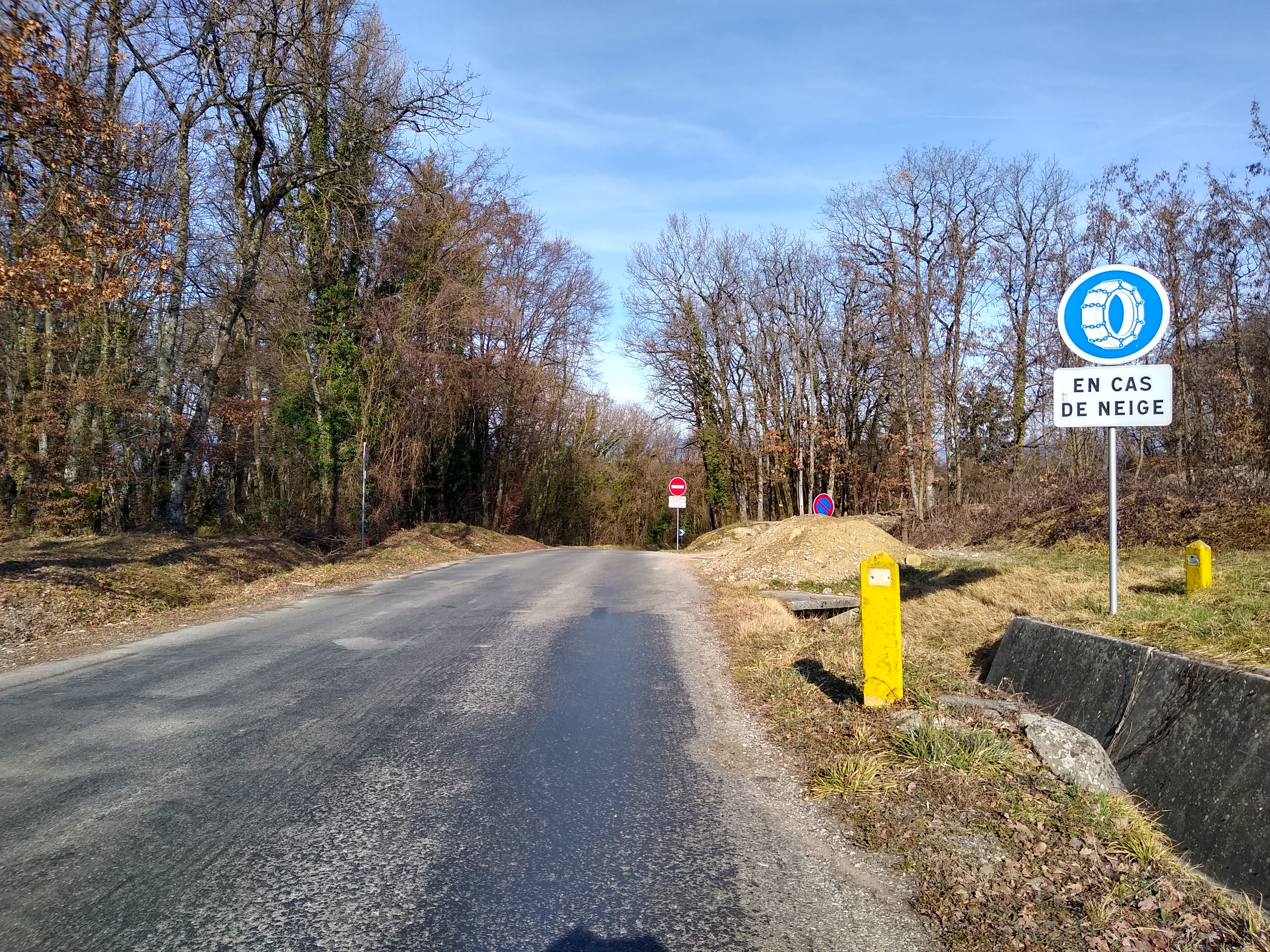
Panneau B26 avec panonceau M9z en cas de neige
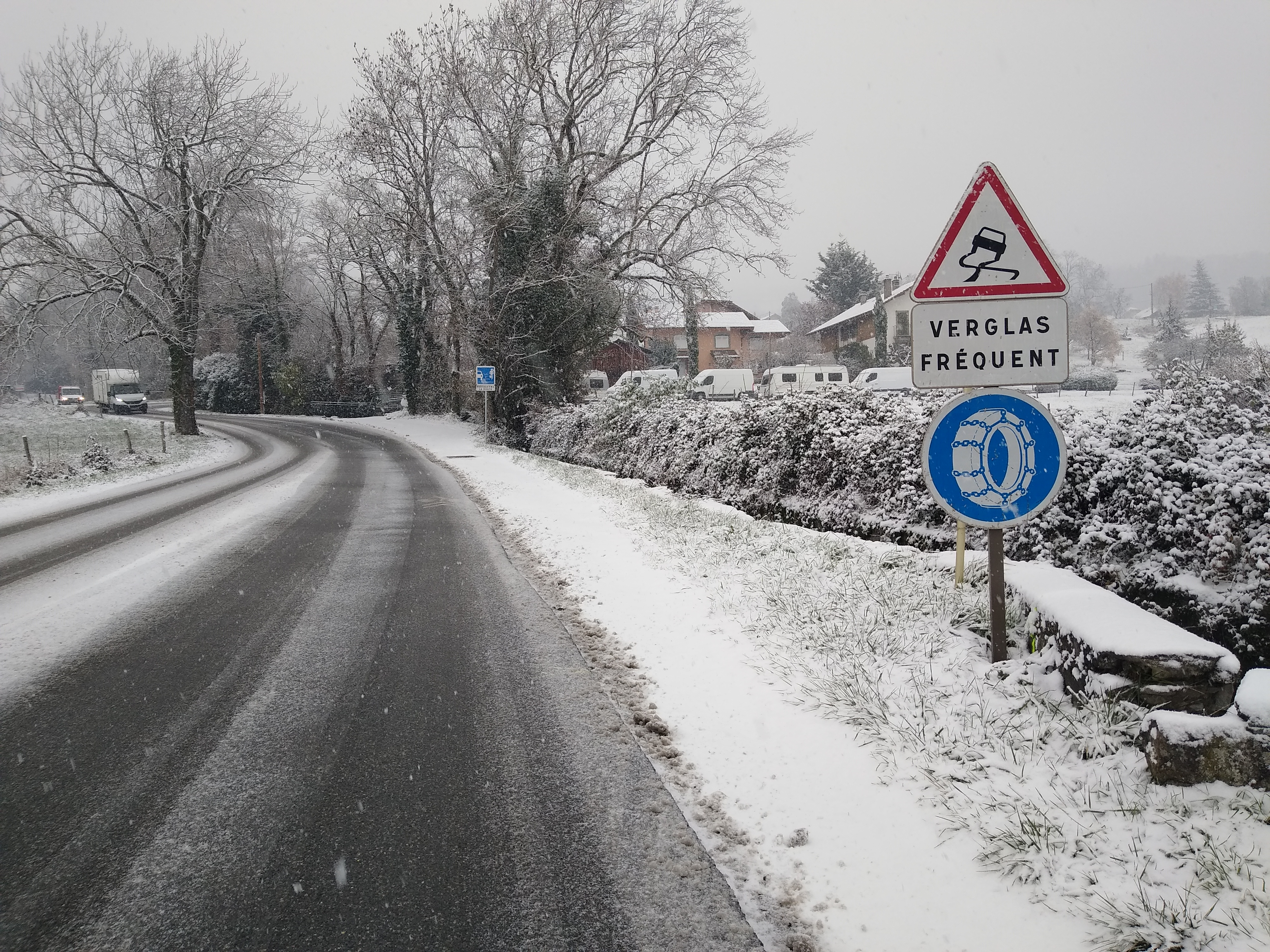
Panneau A4 chaussée glissante, panonceau verglas fréquent, et panneau B26
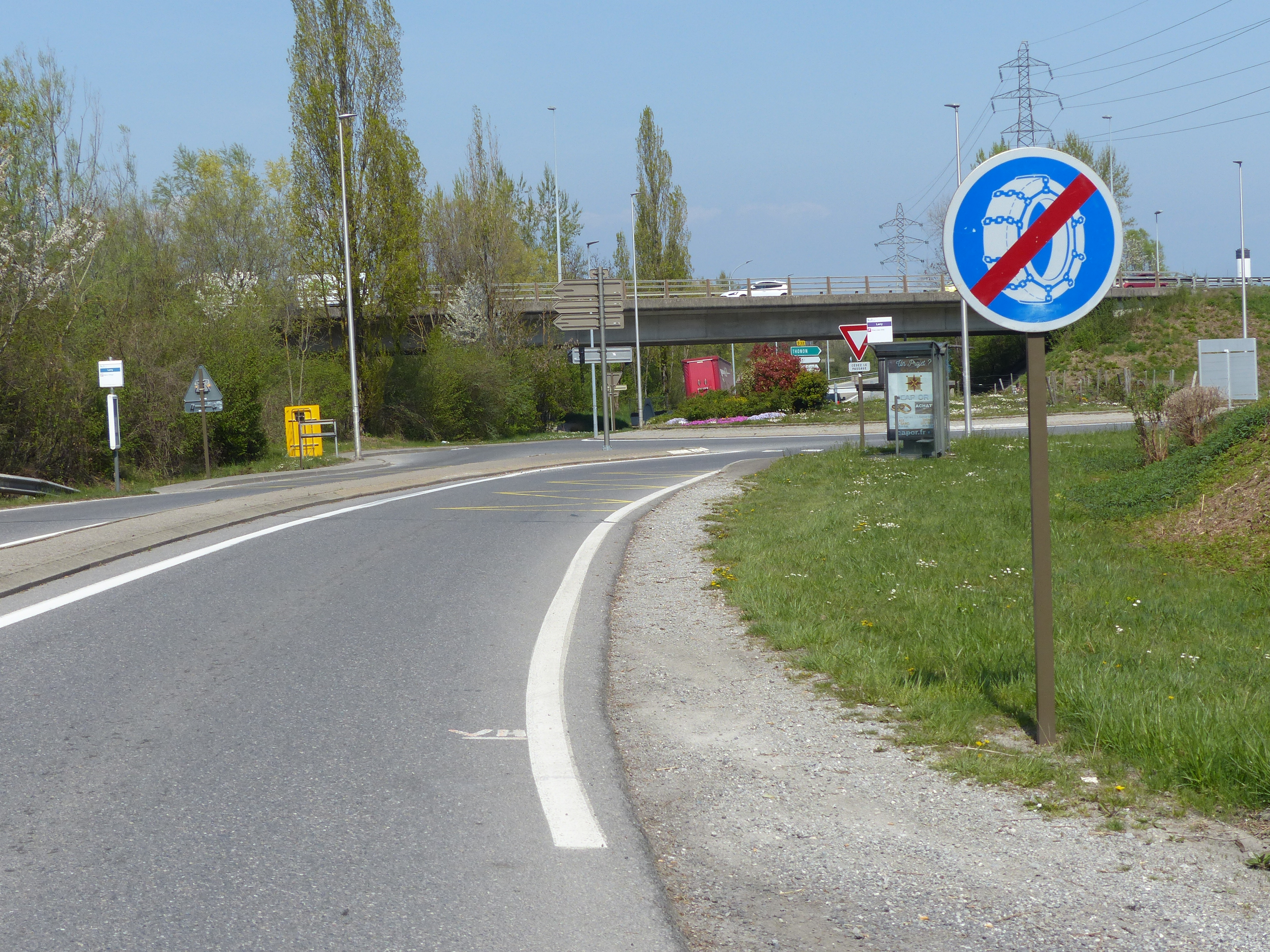
Panneau B44

## Caractéristiques
Il existe cinq gammes de dimensions de panneaux de prescription.

## Implantation

### Position
Les panneaux de prescription sont placés au voisinage immédiat de l'endroit où la prescription commence à s'imposer. Ils doivent être répétés après chaque intersection autre que celles avec des voies privées non ouvertes à la circulation publique ou des chemins de terre.

### Distance du bord de chaussée

Implantation d'un panneau de danger sur accotement en rase campagne

Sauf contrainte de site, la distance entre l'aplomb de l'extrémité du panneau situé du côté de la chaussée et la rive voisine de cette extrémité ne doit pas être inférieure à 0,70 m.
En rase campagne, les panneaux sont placés en dehors de la zone située en bord de chaussée et traitée de telle façon que les usagers puissent y engager une manœuvre de redirection ou de freinage dite « zone de récupération », ou leur support au minimum à 2 m du bord voisin de la chaussée, à moins que des circonstances particulières s'y opposent (accotements étroits, présence d'une plantation, d'une piste cyclable, d'une voie ferrée, etc.).
En agglomération, les panneaux sont placés de manière à minimiser la gêne des piétons.
Le support d'un signal peut aussi être implanté sur une propriété riveraine ou ancré à une façade après accord du propriétaire ou par application si cela est possible en vertu du décret-loi du 30 octobre 1935 et du décret 57180 du 16 février 1957.

### Hauteur au-dessus du sol
En rase campagne, la hauteur règlementaire est fixée en principe à 1 m (si plusieurs panneaux sont placés sur le même support), cette hauteur est celle du panneau inférieur, hauteur assurant généralement la meilleure visibilité des panneaux frappés par les feux des véhicules. Elle peut être modifiée compte tenu des circonstances locales soit pour assurer une meilleure visibilité des panneaux, soit pour éviter qu'ils masquent la Circulation.
En agglomération, lorsqu’il y a un éclairage public, les panneaux peuvent être placés à une hauteur allant jusqu'à 2,30 m pour tenir compte notamment des véhicules qui peuvent les masquer, ainsi que de la nécessité de ne gêner qu'au minimum la circulation des piétons.

### Position de la face
Le plan de face avant d'un panneau implanté sur accotement ou trottoir doit être légèrement incliné de 3 à 5° vers l'extérieur de la route afin d'éviter le phénomène de réflexion spéculaire qui peut, de nuit, rendre le panneau illisible pendant quelques secondes.

## Visibilité de nuit
Les panneaux et panonceaux de signalisation doivent être visibles et garder le même aspect de nuit comme de jour. Les signaux de danger sont tous rétroréfléchissants ou éventuellement dans certaines conditions, éclairés.
Les revêtements rétroréfléchissants doivent avoir fait l'objet, soit d'une homologation, soit d'une autorisation d'emploi à titre expérimental. La rétroréflectorisation porte sur toute la surface des panneaux et panonceaux à l'exception des parties noires.

#### Arrêté du 24 novembre 1967 et Instruction Interministérielle sur la Signalisation Routière (versions actualisées)
- Arrêté du 24 novembre 1967 relatif à la signalisation des routes et autoroutes, 58 p. (lire en ligne)
- Instruction Interministérielle sur la Signalisation Routière 1re partie : Généralités, 58 p. (lire en ligne)
- Instruction Interministérielle sur la Signalisation Routière 4e partie : Signalisation de prescription, 45 p. (lire en ligne)

#### Histoire de la signalisation
- Marina Duhamel-Herz, Un demi-siècle de signalisation routière : naissance et évolution du panneau de signalisation routière en France, 1894-1946, Paris, Presses de l’École nationale des Ponts et Chaussées, décembre 1994, 151 p. (ISBN 2-85978-220-6)
- Marina Duhamel-Herz et Jacques Nouvier, La signalisation routière en France : de 1946 à nos jours, Paris, AMC Éditions, novembre 1998, 302 p. (ISBN 2-913220-01-0)